# Piet Wernink
Petrus Adrianus (Piet) Wernink, jr (Oudshoorn, 1 april 1895 – Wassenaar, 29 november 1975) was een Nederlands zeiler die heeft deelgenomen aan de Olympische Spelen.
In 1920 nam hij, samen met de broers Joop en Bernard Carp, deel aan de Olympische Zomerspelen van Antwerpen in de 6½ meter klasse. Ze wonnen daarbij de gouden medaille.
Hij was directeur van Wernink N.V..
Joop Carp (stuurman) · 
Bernard Carp · 
Piet Wernink